# 슈렉!
《슈렉!》(Shrek!)은 1990년에 윌리엄 스타이그가 발표한 그림책이다.
모험에 나선 젊은 오거 슈렉이 오거 공주와 만나 얽히는 이야기로, 영화 《슈렉》의 원작이다. Shrek은 독일어 또는 이디시어에서 공포를 의미하는 Schreck, Shreck에서 유래한다.